# Daniel Chirinos
Daniel Lautaro Chirino Flores (Tocopilla, 23 de julio de 1922-Santiago, 20 de abril de 1991), más conocido como Daniel Chirinos, fue un futbolista y entrenador chileno, que jugaba en la posición de portero y desarrolló toda su carrera profesional en las filas del club chileno Audax Italiano, del cual es considerado uno de sus máximos referentes históricos.
Destaca por haber formado parte del plantel itálico en tres de los cuatro torneos nacionales obtenidos por el club, y por ser el jugador con mayor cantidad de encuentros disputados y el con más temporadas jugadas en el mismo, siendo considerado generalmente como el mayor ídolo de la historia de la institución. Además de ser el portero con más penales atajados en la historia del campeonato chileno, contabilizando 29 atajadas de tiros desde el punto penal.

## Trayectoria
Daniel Chirinos nació en julio de 1922 en el campamento de la oficina salitrera Santa Isabel, ubicada en el territorio de Tocopilla, ciudad en la que pasó toda su niñez. Fue siempre un asiduo deportista, iniciándose en la práctica de la gimnasia desde niño, lo que según él mismo contaba, sería la base para su futuro desempeño como portero.

«El deporte me tiró desde muy chico; me llevaba metido en el Estadio. Me gustaba la gimnasia y la practicaba todos los días con los atletas, con los futbolistas, con los que llegaran y, como estaba siempre bien entrenado y tenía facilidad para saltar, para tirarme, me ponía en los arcos para atajar pelotas».
Entrevista en Revista Estadio

En su juventud practicó igualmente otros deportes, como lo fueron el atletismo, lanzamiento de dardos (llegando a ser campeón en los torneos de la zona Norte de los años 1941 y 1942) y básquetbol, desarrollando con ello aun más la notable agilidad que lo llevaría a dar el salto al fútbol, deporte que empezaría a practicar jugando en las filas del club amateur Tocopilla Sporting de su ciudad natal, en donde tras ser invitado a participar en el equipo, se demoró una semana en obtener el puesto de titular del equipo juvenil. Lo que lo motivó finalmente a tomar en serio el puesto de portero fue presenciar la técnica y desempeño del portero del club santiaguino Badminton, el rucio Mella, cuando dicho equipo jugó en Tocopilla luego de haber efectuado una gira por Bolivia. Cuando tenía 16 años, luego de jugar un partido con la sección adulta de su equipo contra el club Atacama de Antofagasta, un dirigente de la selección de fútbol de la oficina salitrera Pedro de Valdivia se interesó en él, por lo que el joven tocopillano se trasladó a Pedro de Valdivia para poder jugar en la selección de dicha localidad, aunque no podía debutar en ella hasta cumplir los 18 años. Ya instalado en el campamento de la oficina, jugó en los equipos juveniles de los clubes Chacarita y Unión Vergara, siendo en este último con el que empezó a ser titular del equipo adulto una vez cumplidos los 18 años. Jugando por Chacarita tuvo la oportunidad de conocer la ciudad de Santiago en 1940, jugando en el Estadio Nacional ante 35 000 espectadores un partido contra la sección cuarta especial de Colo-Colo que sirvió como espectáculo de semifondo a un duelo que disputaron Universidad de Chile y Universitario de Lima.
Fue reclutado por Audax Italiano en el año 1943, en el marco del primero de varios procesos de «chilenización» del cuadro itálico, instancia en la que el equipo se deshizo de los extranjeros que tenía en su plantel, procediendo a buscar jóvenes talentos en el territorio nacional para reforzar sus filas. El equipo de la capital había fichado ese mismo año a un compañero suyo del club Unión Vergara, Roberto Morales, quien habría recomendado la contratación de Chirinos a los dirigentes del club, la que finalmente se concretaría, debutando con el cuadro itálico el 11 de abril de 1943, en un partido disputado contra Colo-Colo por la primera fecha de la Copa de Campeones de 1943, ganándose ese mismo año la titularidad en el elenco itálico debido a su destacada actuación en dicho torneo, del cual llegó a disputar la final contra Santiago Morning, logrando el subcampeonato de la primera edición de la competición.
A partir de entonces, la carrera de Ron Ron Chirinos iría en ascenso, siendo considerado como uno de los mejores arqueros de su tiempo, pese a jugar en una época en la que la figura de Sergio Livingstone opacó a varios de sus contemporáneos. Recibió durante su carrera numerosas ofertas de equipos que buscaban su fichaje, tanto chilenos como Colo-Colo, así como de clubes del extranjero, puntualmente desde Argentina, Italia e Inglaterra, todas las cuales rechazó, debido a sus sentimientos por el club itálico y a la seguridad que le daba su condición de figura en el mismo.
Durante los quince años que jugó en el cuadro itálico se mantuvo como portero titular y, en gran parte de dicho periodo, también como capitán del mismo, formando parte del plantel campeón en los títulos de los años 1946, 1948 y 1957, siendo el jugador del cuadro de colonias con mayor cantidad de títulos del campeonato nacional. En todos sus años como futbolista profesional solo faltó una vez a las concentraciones de su club, debido a una lesión en el codo que lo dejó fuera de las canchas durante dos meses en el año 1946, después de eso nunca más se ausentó a un entrenamiento o encuentro, aun cuando se hubiese encontrado enfermo.
Su despedida tuvo lugar el 21 de diciembre de 1957, en el Estadio Nacional ante 25 000 espectadores, defendiendo la portería de un seleccionado nacional, formado por los mejores jugadores de la Asociación Central de Fútbol (dicho seleccionado había sido armado en base al plantel de Audax Italiano con algunos refuerzos provenientes de otros equipos del campeonato nacional), escuadra que bajo la dirección del seleccionador nacional Fernando Riera supo conocer la victoria por 1 a 0 ante el poderoso Dinamo Moscú, vigente campeón del fútbol soviético, que venía de empatar con Vasco da Gama en el Maracaná y vencer en el Estadio Centenario a Nacional (vigentes campeones de los torneos carioca y uruguayo, respectivamente) en su gira por Sudamérica, sumando al momento del encuentro, más de dos años sin conocer la derrota en un enfrentamiento internacional, ya sea en Rusia o en sus giras al extranjero.

«Estoy viejo ya para estos trotes sentimentales: por algo llevo tantos años en el arco; pero, no puedo negarlo, estaba profundamente conmovido, y a lo mejor cuando tuve que decir algo ante el micrófono se me escapó un sollozo. Hacía quince años que esperaba esta oportunidad: defender la valla chilena en un compromiso de importancia. Vino mi ocasión y cumplí bien, para satisfacción de todos. Cómo no iba a estar feliz y conmovido. Mi mayor emoción. Por mí y por el Audax, porque esa noche, aunque se habló de combinado, fue el Audax de Chile el que derrotó al Dynamo de Moscú».
Entrevista en Revista Estadio

En su último partido defendiendo a Audax Italiano por el torneo nacional, tras la campaña con la que el cuadro itálico logró su último título, y después de haber jugado toda la temporada sin ausentarse en ningún encuentro, fue felicitado por el propio embajador de Italia por los dotes y longevidad con los que aportó a la institución itálica.
Después de su retirada deportiva continuó viviendo por un tiempo en Santiago y se mantuvo ligado al club de sus amores, desempeñando esporádicamente el puesto de director técnico en las divisiones inferiores de Audax Italiano (ya en el año 1959 asumió como entrenador de la serie cuarta especial del cuadro itálico), así como también de otros planteles profesionales, como lo fueron Ñublense, Lister Rossel o la selección de fútbol de Chuquicamata.
Falleció en abril de 1991 en la compañía de su familia, tras una permanencia en la Posta Central de la Asistencia Pública de Santiago, donde estuvo internado debido a una hemorragia intestinal, siendo recordado hasta el día de hoy como uno de los mayores, si es que no el principal, ídolo de Audax Italiano.

## Selección nacional
Fue convocado varias veces a la selección chilena en la década de los 40, sin llegar a debutar por ella en algún partido oficial, en gran parte debido a la importancia indiscutida y peso que tenía Sergio Livingstone, portero titular de la Roja en aquel entonces entonces.
Pese a lo anterior, sí vistió la camiseta del seleccionado nacional en partidos no oficiales, como lo fue en su partido de despedida, donde el seleccionado chileno formada por futbolistas del medio nacional (principalmente de su club, Audax Italiano), venció al poderoso Dinamo Moscú.

## Clubes

### Como futbolista
| Club           | País  | Año       |
| -------------- | ----- | --------- |
| Audax Italiano | Chile | 1943-1958 |

### Como entrenador
| Club          | País  | Año  |
| ------------- | ----- | ---- |
| Ñublense      | Chile | 1964 |
| Lister Rossel | Chile | 1965 |

## Palmarés

### Títulos nacionales
| Título           | Club           | País  | Año  |
| ---------------- | -------------- | ----- | ---- |
| Primera División | Audax Italiano | Chile | 1946 |
| Primera División | Audax Italiano | Chile | 1948 |
| Primera División | Audax Italiano | Chile | 1957 |